# Rynek regulowany
Rynek regulowany – działający w sposób stały system zawierania transakcji, których przedmiotem są instrumenty finansowe dopuszczone do obrotu, zapewniający inwestorom powszechny i równy dostęp do informacji rynkowej w tym samym czasie przy kojarzeniu ofert nabycia i zbycia instrumentów finansowych oraz jednakowe warunki nabywania i zbywania tych instrumentów, zorganizowany i podlegający nadzorowi właściwego organu.
W ramach rynku regulowanego wyróżnia się rynek giełdowy i rynek pozagiełdowy.
Najważniejszym segmentem rynku wtórnego jest rynek giełdowy (popularnie zwany giełdą).

## Rynki regulowane w Polsce
Rynek regulowany w Polsce obejmuje: rynek giełdowy: Giełda Papierów Wartościowych w Warszawie i rynek pozagiełdowy: Regulowany Rynek Pozagiełdowy prowadzony przez BondSpot.

### Rynek giełdowy
Prowadzeniem rynku giełdowego w Polsce zajmuje się Giełda Papierów Wartościowych w Warszawie. Obrót giełdowy odbywa się na dwóch rynkach: podstawowym i równoległym. Dopuszczenia instrumentów na jeden z rynków dokonuje Zarząd Giełdy w oparciu o przepisy zawarte w Regulaminie Giełdy.
Akcje wszystkich spółek notowanych na GPW kwalifikowane są do 4 segmentów: MINUS 5, 5 PLUS, 50 PLUS i 250 PLUS. Jedynym kryterium kwalifikacji spółek do nowych segmentów rynku regulowanego jest wartość kapitalizacji spółki, liczona jako średnia arytmetyczna kapitalizacji z trzech ostatnich miesięcy.
Klasyfikacja segmentów:
- MINUS 5 – akcje spółek, których kapitalizacja nie przekracza 5 mln euro,
- 5 PLUS – akcje spółek, których kapitalizacja wynosi od 5 do 50 mln euro,
- 50 PLUS – akcje spółek, których kapitalizacja wynosi od 50 do 250 mln euro,
- 250 PLUS – akcje spółek, których kapitalizacja przekracza 250 mln euro.

Na listę alertów trafiają spółki mające akcje groszowe, których kurs charakteryzuje się wysoką zmiennością oraz spółki w stanie upadłości. Akcje spółek z subsegmentu Lista Alertów nie są uwzględnianie przy ustalaniu indeksów giełdowych i są notowane w systemie kursu jednolitego.
Instrumenty finansowe są notowane w jednym z dwóch systemów notowań:
- w systemie notowań jednolitych – transakcje kupna/sprzedaży w tym systemie są przeprowadzane po cenach ustalonych podczas tzw. fixingu,
- w systemie notowań ciągłych – transakcje kupna/sprzedaży instrumentów finansowych są zawierane na bieżąco na podstawie zleceń maklerskich składanych przez inwestorów w trakcie sesji giełdowej.

### Rynek pozagiełdowy
Rynek pozagiełdowy jest to rynek obrotu papierami wartościowymi, na którym transakcje odbywają się bezpośrednio pomiędzy uczestnikami rynku. Jest on przeznaczony głównie dla mniejszych i mniej wiarygodnych spółek, które nie spełniają standardów narzucanych przez GPW spółkom notowanym na rynku podstawowym.
Rynkiem pozagiełdowym w Polsce jest Regulowany Rynek Pozagiełdowy. Rynek ten jest prowadzony przez spółkę BondSpot S.A., której głównymi akcjonariuszami są: Giełda Papierów Wartościowych w Warszawie S.A, domy maklerskie oraz banki.
Rynki regulowane podlegają nadzorowi, który w Polsce sprawuje Komisja Nadzoru Finansowego. Rozliczenia transakcji, tak samo jak w przypadku rynku giełdowego, są dokonywane za pośrednictwem Krajowego Depozytu Papierów Wartościowych.